# Wetumpka
La ville de Wetumpka est le siège du comté d'Elmore, dans l'État de l'Alabama, aux États-Unis.

## Histoire
La ville est fondée en 1714 par des colons français en provenance de la région de Mobile et envoyés par Jean-Baptiste Le Moyne à partir de 1710. Elle prend le nom de Fort-Toulouse et reste sous le contrôle français jusqu'en 1763, date à laquelle elle est incluse à la province britannique de l'Illinois. En 1798, elle devient partie du Territoire du Mississippi.

## Géologie
Le cratère de Wetumpka d'origine météoritique, d'une dimension de 6,5 km, se trouve à l'est de la ville.

## Démographie
| 1850  | 1870  | 1880 | 1890 | 1900 | 1910  | 1920  | 1930  |
| ----- | ----- | ---- | ---- | ---- | ----- | ----- | ----- |
| 3 824 | 1 137 | 816  | 619  | 562  | 1 103 | 1 520 | 2 357 |

| 1940  | 1950  | 1960  | 1970  | 1980  | 1990  | 2000  | 2010  |
| ----- | ----- | ----- | ----- | ----- | ----- | ----- | ----- |
| 3 089 | 3 813 | 3 672 | 3 912 | 4 341 | 4 670 | 5 726 | 6 528 |